# 亜希菜
亜希菜（あきな、1987年12月4日 - ）は、日本のAV女優。チーズバーガー所属。
兵庫県出身。血液型:O型。身長:164cm。スリーサイズ:B85・W58・H86。

## 略歴・人物
2009年9月にAVデビュー。

## 出演作品

### アダルトビデオ
2009年
- BEAUTY HONEY お姉さまロマンス 4時間 デビュー!! （9月21日、h.m.p） ※デビュー作
- ぶっかけレイプ療法 新人ナースのお仕事 （発売日：2009年10月21日. 販売元：h．m．p. 品番：HODV-20611）
- 私、こんなセックスが好き。 （11月21日、h.m.p）
- どっきりガチ指令!! 野外SEXさせちゃいました。 （12月21日、h.m.p）

2010年
- 超ムラムラする美尻で 顔面騎乗＆騎乗位（1月21日、h.m.p）
- 私がAVに出た理由 デビュー前に撮影されたテスト撮り⑦（1月21日、h.m.p）
- 亜希菜ハウスへようこそ! 愛し愛されファン感謝祭♪（2月21日、h.m.p）
- トリプルキャスト 渡る世間は変態ばかり（3月21日、h.m.p）
- 熱烈リクエスト!!亜希菜にこんなエッチをやらせたい！！4時間（4月21日、h.m.p）
- 働く美女と性交（5月15日、ドリームチケット）
- ミスキャンパス通信 File 23（5月21日、プレステージ）
- 早漏チ●ポを玩ばれて、強制的に連続射精させられちゃった僕。（6月5日、ワープエンタテインメント）
- 家庭教師アキナ先生の中出し授業（6月7日、Be Free）
- 拝啓SOD様、ウチの女子社員を体験入社させてもらえませんか？ DVDショップの超純情女子社員が人生一度きりの(恥)AV現場研修！（7月8日、SODクリエイト）
- スチュワーデスin… ［脅迫スイートルーム］ Cabin Attendant Akina（7月15日、ドリームチケット）
- カラダを売りにするS級素人 あきな（7月16日、S級素人）
- 奴隷帰国子女 私の躰を捧げるしかなかった… 亜希菜（8月7日、アタッカーズ）
- 奇跡のカラダ　神の腰使いSEX（8月20日、ケイ・エム・プロデュース）
- 麻薬捜査官、堕ちるまで…　屈服せず（9月7日、アタッカーズ）
- 女スパイ 女狼 ―哀愁のリベンジ― 亜希菜（11月7日、アタッカーズ）

2011年
- 女流剣豪レイプ 犯されたプライド 凌辱免許皆伝 亜希菜（3月7日、アタッカーズ）

### イメージビデオ
- 初裸 03 （2009年10月15日、REbecca）

### グラビア
- 亜希菜撮り下ろしWEB写真集 「ひ・み・つメモリー」 （2010年3月15日、XCITY、撮影：マキハラススム）